# Kleine Weerd
De Kleine Weerd is een klein natuurgebied langs de rivier de Maas in het zuiden van Maastricht. Het 14 hectare grote gebied wordt beheerd door stichting Het Limburgs Landschap. Het landschap bestaat voornamelijk uit verruigd grasland en vlier- en wilgenbosjes.

## Ligging en toegankelijkheid
De Kleine Weerd ligt in de uiterwaarden van de Maas op de oostelijke rivieroever in de Maastrichtse wijk Randwyck. Ten noorden van het gebied ligt, eveneens in de uiterwaard, het grote gebouwencomplex van het provinciehuis van Limburg (het "Gouvernement"). Aan de zuidzijde ligt een jachthaven met een camping rondom het 18e-eeuwse Huis Hoogenweerth. Het gebied ligt tussen de rivier en de rivierdijk, hier Hoge Weerd geheten, een drukke doorgaande weg naar Eijsden. Parallel aan de dijk, aan de rivierzijde, ligt een oude weg, de Lage Weerd, die alleen voor voetgangers en fietsers is bestemd. Het gebied wordt door een nevengeul van de Maas en de Heugemer afwatering in drieën gedeeld, waarvan het zuidelijk deel het kleinst is (ca. 2 ha.).
Het natuurgebied is vrij toegankelijk voor wandelaars, echter niet voor honden (in verband met de kwetsbare natuur en de aanwezigheid van koniks). De strekdam bij de noordwestpunt is niet toegankelijk. In feite is er slechts één wandelpad, dat langs de randen van het gebied voert. Het park heeft twee ingangen. Bij de noordelijke ingang, iets ten zuiden van het Gouvernement, ligt een kleine parkeerplaats. Over de Maasarm, die de twee grotere delen van het natuurpark scheidt, ligt een houten voetgangersbrug.

## Geschiedenis
Het huidige natuurgebied bestaat voor een deel uit het restant van een vroeger eiland in de Maas, "Kleine Weerd" geheten. De oude geul ten oosten van dit eiland loopt nog min of meer van zuidwest naar noordoost door het gebied. Vanaf de tweede helft van de 19e eeuw, maar vooral in de eerste helft van de 20e eeuw, werd de rivier in het kader van de Maasverbetering op gelijke breedte gebracht, waarbij bochten werden afgesneden en eilanden werden afgegraven. Door de aanleg van de stuw bij Borgharen tussen 1918 en 1929 werd de laagwaterstand van de boven-Maas verhoogd van circa 41,5 m NAP naar 44. Ter hoogte van de Kleine Weerd werd de Maasoever naar het oosten verlegd, waarbij een deel van het eiland werd afgegraven. Op het resterende deel lagen akkers (met vooral tarwe en bieten), dichter bij de rivier grasland. Op de noordelijke punt van het eiland lag het bastion Randwyck, ook wel fort Randwyck genoemd, onderdeel van de vestingwerken van Maastricht, waarvan tot ca. 1980 bij laag water nog grote delen zichtbaar waren.
Omstreeks 1985 kwam de bouw van het nieuwe Gouvernement in de uiterwaarden van de Maas gereed. Het grote gebouw werd deels op een eiland in de Maas gebouwd. Het water dat het eilandgedeelte scheidt van het vastelandsdeel, is in feit een voortzetting van de oude Maasgeul, hier Papenwater genoemd. Het bastion Randwyck werd op twee kleine fragmenten na gesloopt. De naamsteen wordt bewaard in de hal van het Gouvernement. Het gebied ten zuiden hiervan werd bestemd tot natuurgebied. Het was een van de eerste natuurontwikkelingsgebieden in Limburg die door het Wereld Natuur Fonds en stichting Ark zijn opgezet. 
Vanaf 1994 werd het gebied heringericht. De voormalige akkers lagen toen al een jaar braak. De oeververharding van basaltblokken werd door Rijkswaterstaat enkele meters westwaarts verplaatst, waardoor er een moerasachtig gebied tussen de oude en nieuwe oever kon ontstaan. Er werd een afrastering geplaatst, zodanig dat het asfaltpad (de Lage Weerd) buiten de afrastering viel en het terrein daarbinnen vanaf 1995 kon worden begraasd door konikpaarden (tot 2011 ook galloway runderen). Bij de ingang kwam een informatiepaneel. In 1997 werd aan de zuidzijde een akker van ruim 2 hectare toegevoegd.
In 1999 nam stichting Het Limburgs Landschap het beheer van stichting Ark over en in 2001 werd een deel van het gebied in eigendom verworven. Omdat in de jaren rond 2005 door bos- en struweelvorming de soortenrijkdom enigszins afnam, werden plannen ontwikkeld om dit tegen te gaan. In 2015 werd het gebied in overleg met Rijkswaterstaat verder vergraven in het kader van hoogwaterbescherming en natuurherstel. De in essentie nog aanwezige nevengeul kreeg veel meer ruimte en is thans circa 500 m lang en 30 m breed. Delen van het ooibos werden gerooid om ruimte te maken voor bloemrijk en verruigd grasland, waarbij plukjes bos gehandhaafd zijn.

## Beschrijving
Door de vergraving van de Kleine Weerd zijn hogere en lagere delen ontstaan, waarvan de laatste bij hoog water overstromen. In de zuidoosthoek is een hoogwatervluchtplaats aangelegd voor de koniks en andere dieren. Dwars door het gebied loopt een ondiepe nevengeul van de Maas. Aan de zuidzijde bevindt zich de Heugemse afwatering, een natuurlijke afwatering voor het overtollig regenwater uit Heugem en omgeving. Door de stroming is langs de Maasoever een klif ontstaan van ruim een meter hoogte, een favoriete broedplaats voor ijsvogels. Wilgen en elzen vormen een natuurlijke oeververdediging. Op de oude akkers zijn voornamelijk vlieren tot ontwikkeling gekomen; verder veel rode kornoeljes en enkele andere struiksoorten. De Kleine Weerd is thans het belangrijkste verspreidingsgebied van het groot glaskruid in Nederland. In de nazomer bloeien koninginnekruid en late guldenroede. Naast de ijsvogel zijn er zo'n 35 andere vogelsoorten gesignaleerd, waaronder tjiftjaf, zwartkop, grasmus en winterkoning.

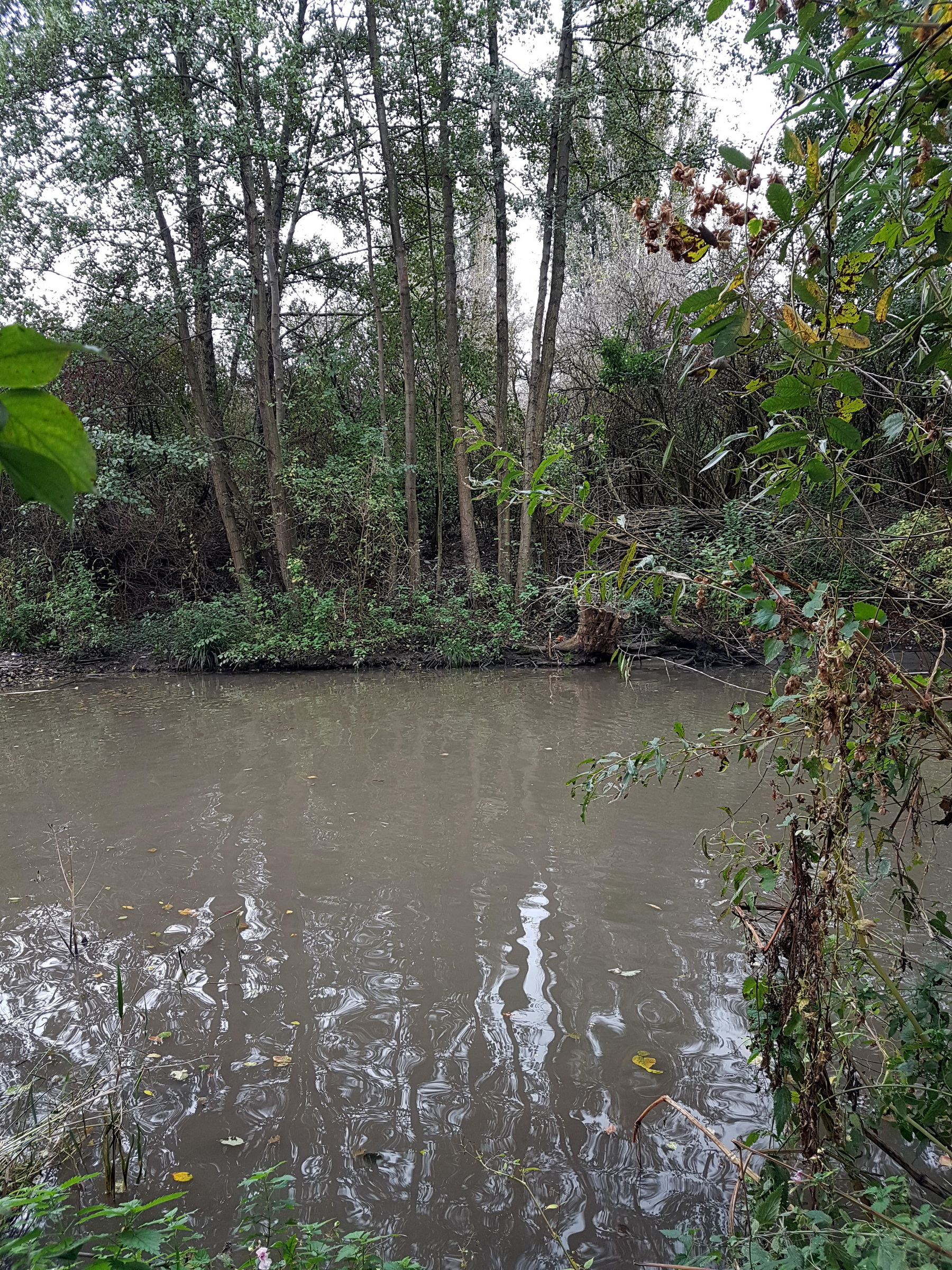
Heugemer afwatering
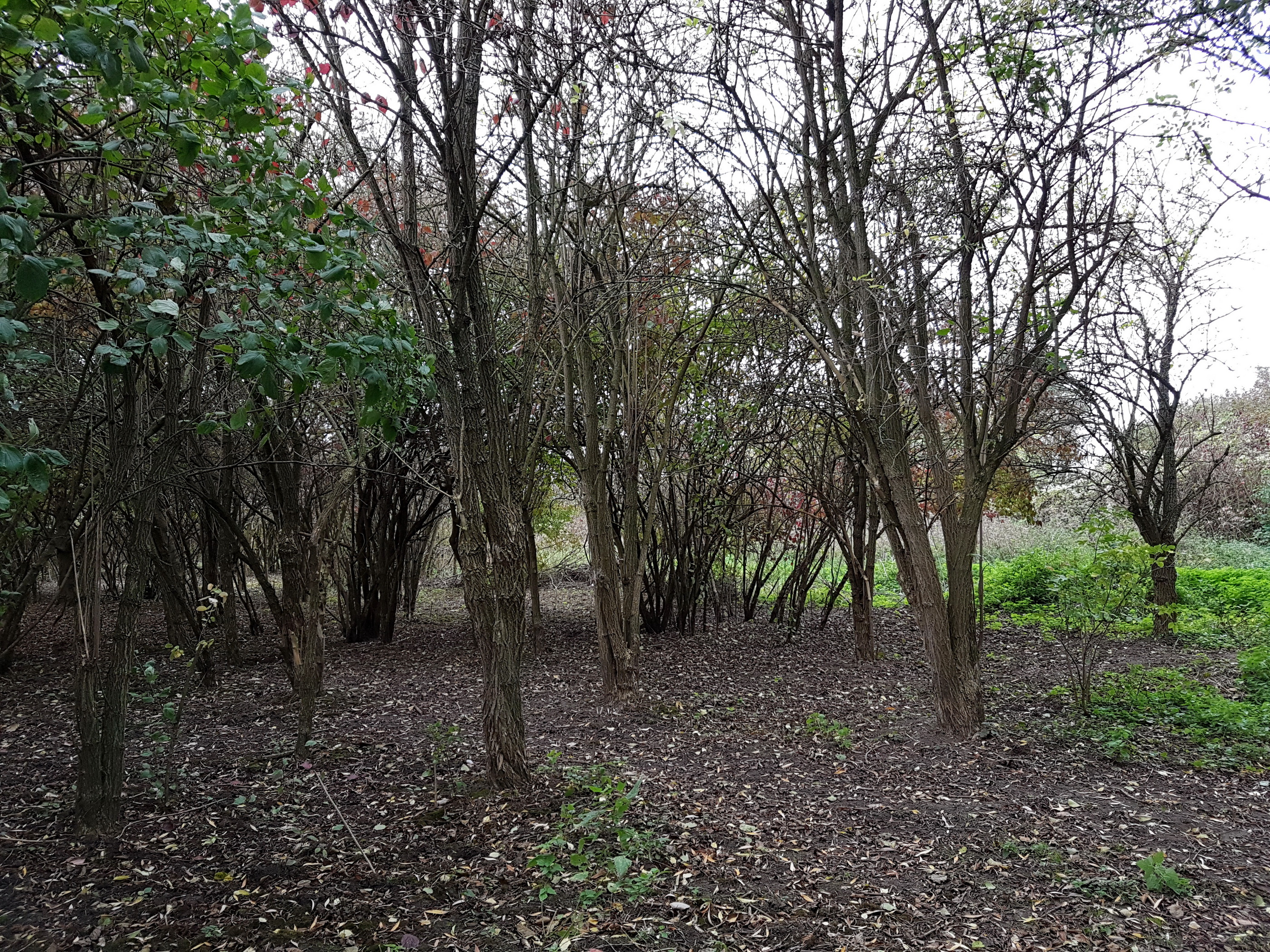
Vlierbosjes
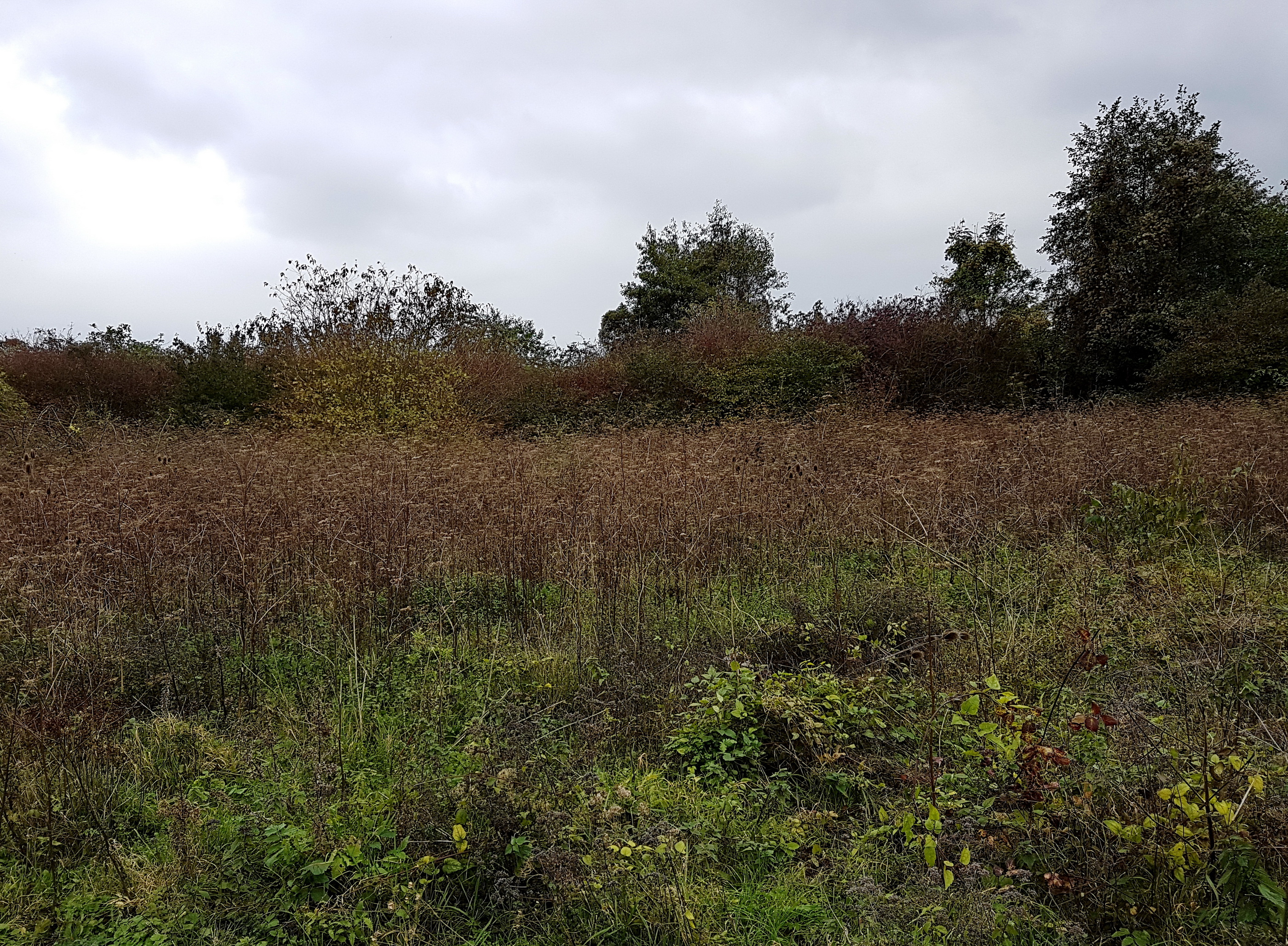
Open landschap
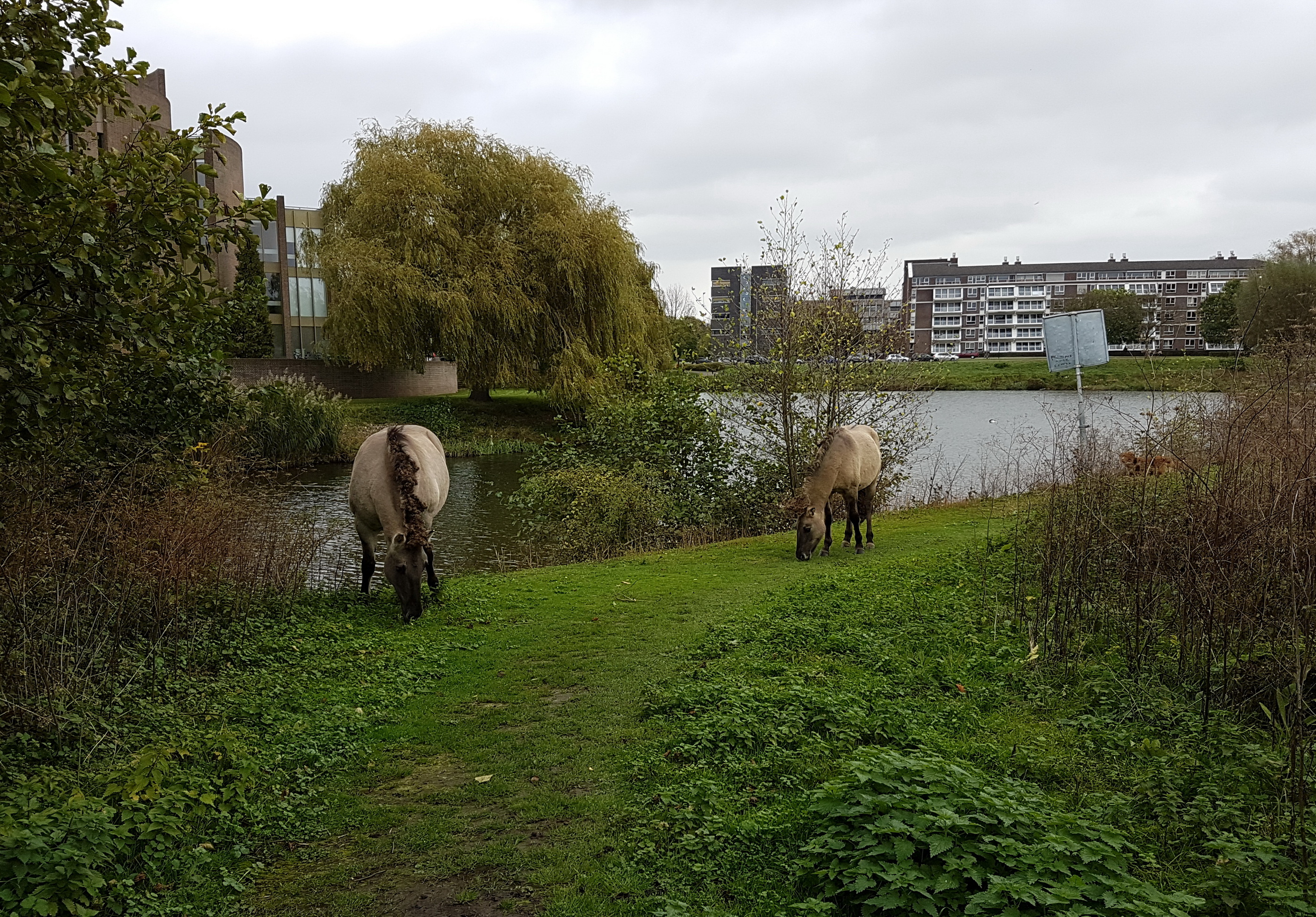
Koniks bij het Papenwater

Bij de noordoostelijke entree staat een groot informatiebord over het gebied. De zuidoostelijke toegang bevindt zich tegenover de wijk Heugem. Hier zijn twee waterpeilmeters geplaatst. De houten voetgangersbrug werd in 2015 over de nevengeul van de Maas geplaatst. Bij de noordwestelijke punt van het eiland, tegenover het Gouvernement, staat een klein monument ter ere van de in Maastricht geboren schrijver en natuurbeschermer Jac. P. Thijsse (1865-1945). Het abstract vormgegeven monument van de kunstenaar Cor van Noorden uit 1967 dient tevens als vogelvoedertafel. Het stond oorspronkelijk bij het geboortehuis van Thijsse, de commandantswoning van de Sint-Pieterskazerne, maar werd omstreeks 1987 verplaatst naar deze locatie.

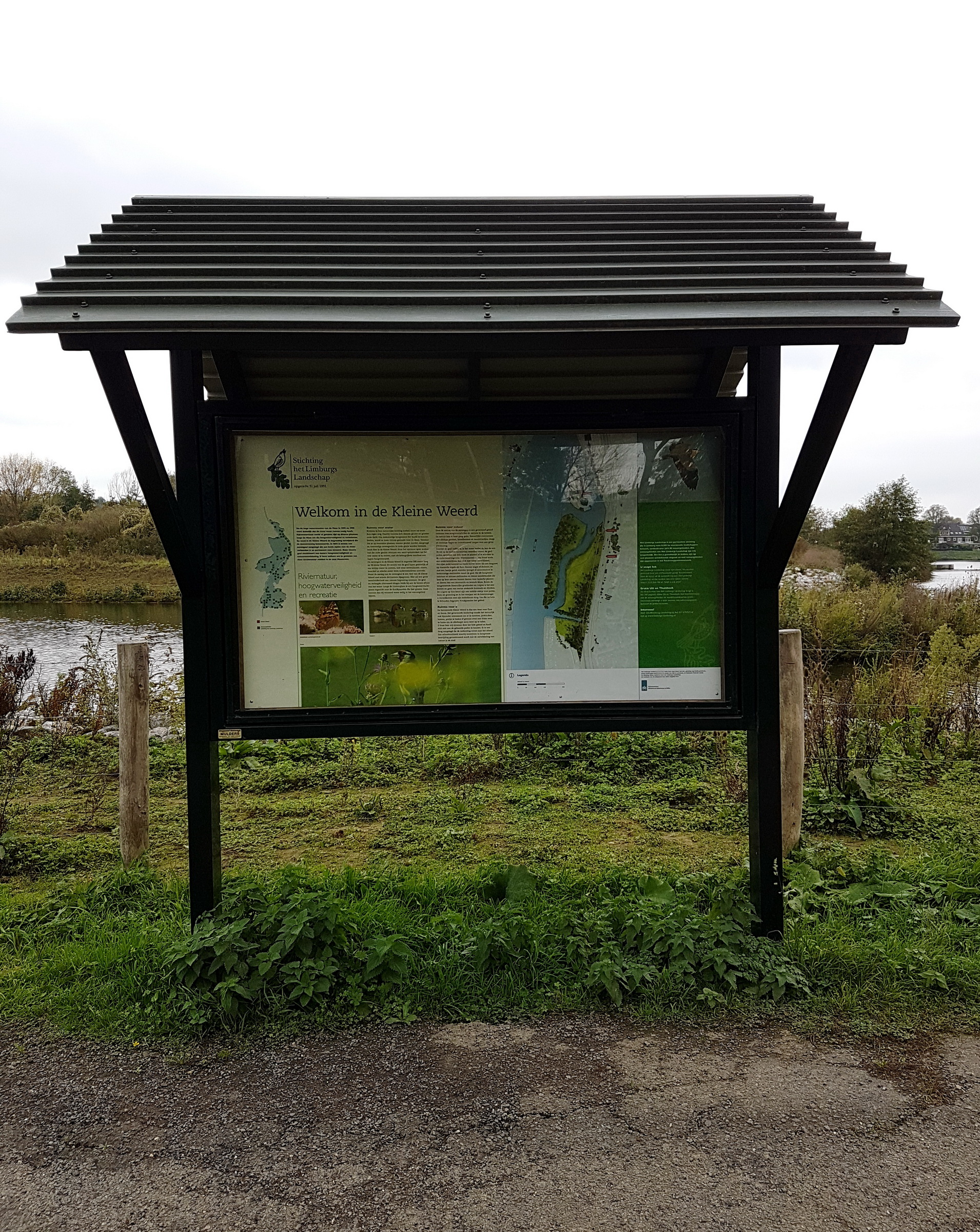
Informatiebord noordelijke entree
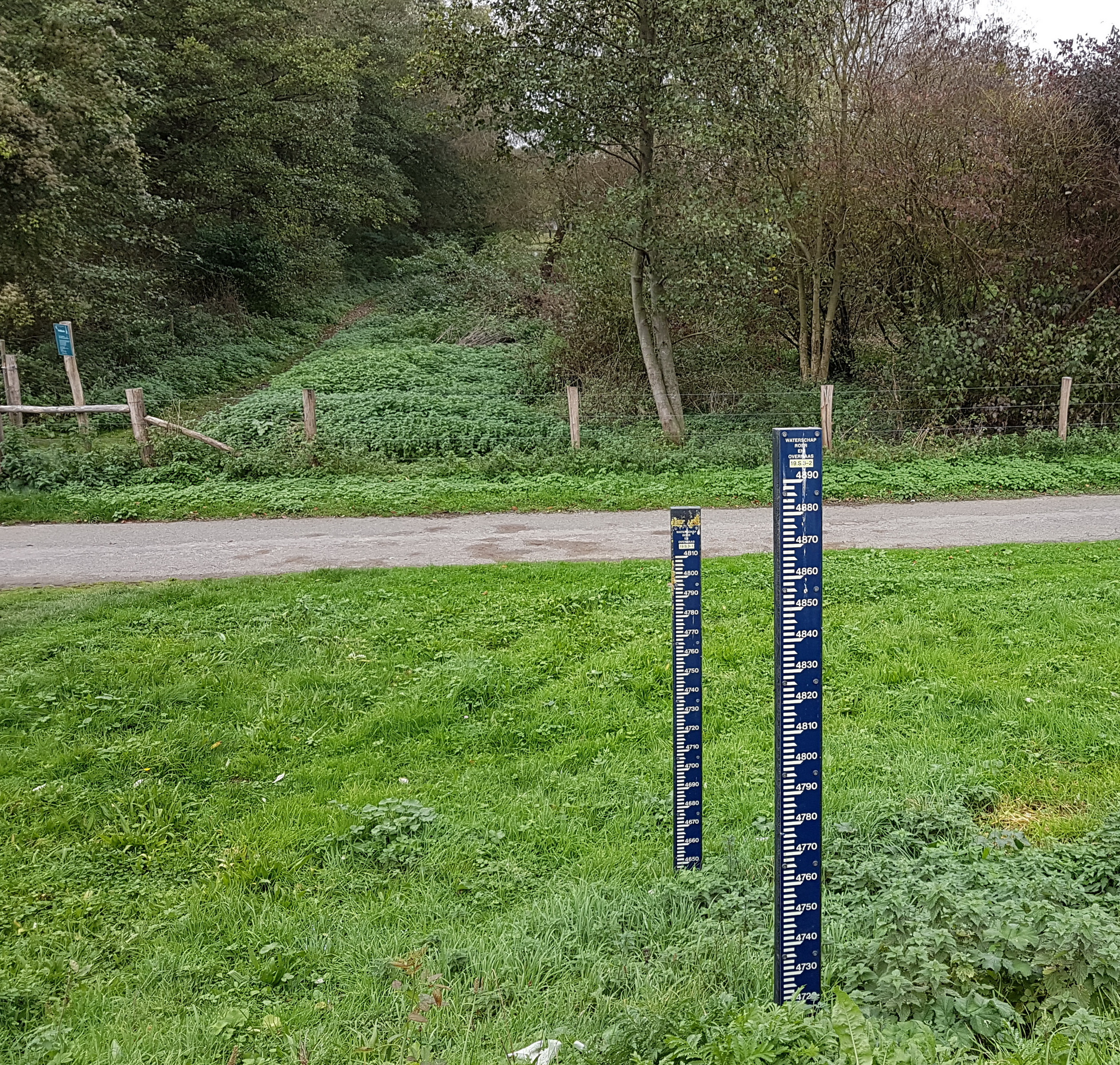
Waterpeilmeter zuidelijke entree
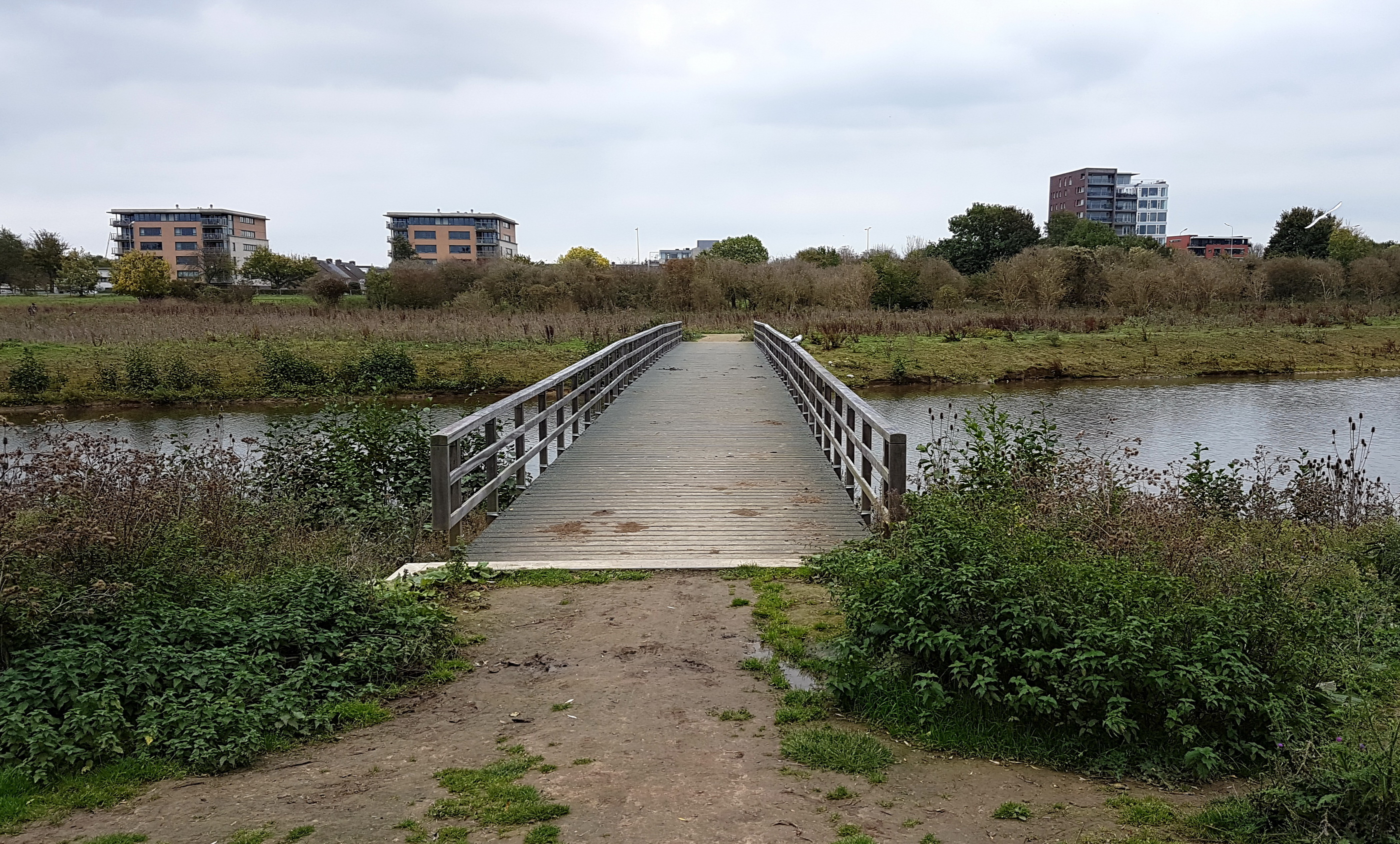
Voetgangersbrug over de nevengeul
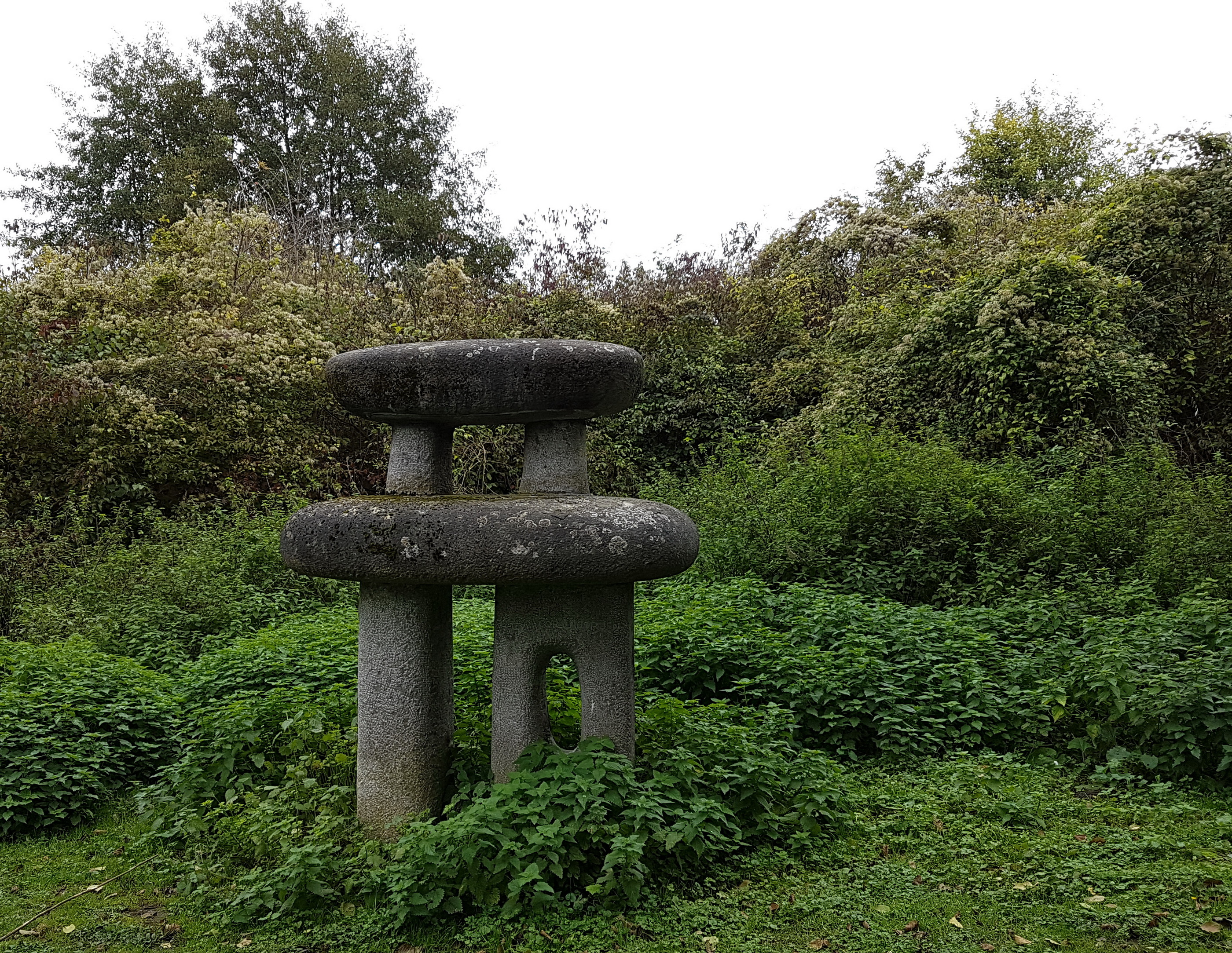
Jac. P. Thijssemonument